# Takashi Tanoue
Takashi Tanoue (jap. 谷公市 Tanoue Takashi; ur. 30 kwietnia 1947 w Yatsushiro, zm. 19 lutego 2009 w Ibusuki) – japoński zapaśnik walczący w stylu klasycznym. Olimpijczyk z Monachium 1972, gdzie zajął piąte miejsce w kategorii 68 kg.
Brązowy medalista mistrzostw świata w 1970 i 1971; odpadł w eliminacjach w 1978 roku.